# Marcel Monniot
Pour les articles homonymes, voir Monniot.
Pas d'image ? Cliquez ici

a Compétitions nationales et continentales officielles uniquement.

b Matchs officiels uniquement.
Marcel Monniot, né le 17 mars 1885 à Paris et mort le 14 février 1968 à Laferté-sur-Aube, est un joueur de rugby à XV et un rameur français.

## Carrière

### Aviron
Il remporte aux Championnats d'Europe d'aviron 1906 à Pallanza la médaille d'argent en huit, l'or aux Championnats d'Europe d'aviron 1909 en huit et le bronze aux Championnats d'Europe d'aviron 1912 en huit.

### Rugby à XV
Deuxième ligne du Racing club de France, il est finaliste du Championnat de France de rugby à XV 1911-1912.
Il compte deux sélections en équipe de France de rugby à XV, lors du tournoi des Cinq Nations 1912. Il a également joué au poste de pilier.